# Piotr Berno
Piotr Berno SJ wł. Pietro Berno (ur. 1552 w Asconie, zm. 15 lipca 1583 na wyspie Salsette) – błogosławiony Kościoła katolickiego, męczennik, ofiara prześladowań antykatolickich w Indiach, prezbiter.

## Życiorys
Był dzieckiem sklepikarza. Pochodzący ze szwajcarskiego kantonu Ticino wstąpił do seminarium duchownego w rodzimej Diecezji Lugano. Wraz z rodziną przeprowadził się do Rzymu i tam kontynuował studia, a 2 lipca 1577 roku wstąpił do Towarzystwa Jezusowego. Rozpoczął nowicjat, a po czterech miesiącach wysłany został na misje do Indii. Podróż rozpoczął z ojcem Rudolfem Acquavivą, ale zatrzymał się w Lizbonie by ukończyć nowicjat. Wyprawę na wschód kontynuował docierając do celu 18 października 1579 roku. W następnym roku przyjął w Goa Sakrament święceń kapłańskich. Już jako prezbiter przez trzy lata realizował powołanie prowadząc działalność duszpasterską na Salsette jako spowiednik i kaznodzieja przyczyniając się do licznych konwersji.
Zginął 15 lipca 1583 r. wraz z grupą miejscowych chrześcijan i misjonarzy w pogromie zgotowanym przez podburzonych wieśniaków godzony w głowę, z wybitym okiem i odciętym uchem został zamęczony na śmierć. Ciała ofiar wrzucono do studni, a po wydobyciu przewieziono je do misji w Rachol i pochowano w kościele Matki Boskiej Śnieżnej. W 1597 roku relikwie męczenników przeniesiono do Kolegium św. Pawła w Goa, a w 1862 roku do katedry w Starym Goa.

## Beatyfikacja
Beatyfikacji w grupie Męczenników z Salsette dokonał Leon XIII w dniu 30 kwietnia 1893 roku. Wspomnienie liturgiczne Piotra Berno obchodzone jest 25 lipca.